# Sterup Sogn
Sterup Sogn (på tysk Kirchspiel Sterup) er et sogn i det nordøstlige Angel i Sydslesvig. Sognet lå i Ny Herred (Flensborg Amt), nu kommunerne Sterup og Åneby i Slesvig-Flensborg Kreds i delstaten Slesvig-Holsten. 
I Sterup Sogn findes flg. stednavne:
- Åneby (tidl. Aaneby) eller Aneby (Ahneby) med Ånebyled
- Barredam (Barredamm)
- Berristoft (også Berritstoft[1])
- Boltoft
- Bremholm
- Brunsbøl (Brunsbüll)
- Brunsbøllund (Brunsbüllund)
- Dysbjerg[2] eller Dyssebjerg (Duisberg)
- Høgebjerg
- Jordam (på ældre dansk Hjortdam, Jordan)[3]
- Kalvevad (Kallewatt)[4]
- en del af Grønholt med Grønholthusum (resten hører til Eskeris Sogn)
- Kvægmai (også Kvægmaj og Kvægmade[1], Quegmai)
- Mølmark (Möllmark)
- Patborg
- Skadelund (Schadelund)
- Snave
- Solbjerg (Solberg)
- Sterup
- Sterupbæk
- Sterupgaard
- Tingskov (en del, Dingholz)
- Østerholm (Osterholm)